# Iris (ópera)
Iris es una ópera verista en tres actos de Pietro Mascagni sobre un libreto italiano original de Luigi Illica. 
Su primera representación fue el 22 de noviembre de 1898 al Teatro Costanzi de Roma y dirigida por el compositor y protagonizada por la rumana Hariclea Darclée.
No obstante, hay quien ve la obra más dentro del simbolismo que del verismo.
La ópera está completamente ambientada en Japón en tiempos legendarios siguiendo la moda de aquellos momentos del exotismo oriental. 
Su amigo Puccini, que estuvo presente en el estreno, coincidió en la ambientación de la que sería su próxima ópera, Madama Butterfly. 
La música destaca por sus melodías exquisitas, rica instrumentación en sonidos orientales y el uso de nuevos medios de expresión que resaltan por su audacia. 
El autor da prioridad al simbolismo de la acción respecto a la historia del drama, que en este sentido se puede comparar con Pelléas et Mélisande de Debussy. El prólogo, magnífico, tiene una clara influencia wagneriana que culmina con el grandioso Inno al sole; así mismo destaca el dueto de amor Oh, come el tuo sottile; la serenata de Osaka fingiendo ser Jor, Apri la tua finestra, es quizás la página más bella de toda la obra. 
El público recibió Iris con gran fervor, mientras que la crítica se mostró dividida. El juicio fue unánime con respecto a la habilidad de una orquestación y a una interesante búsqueda armónica. Aun así no todos supieron apreciar ciertas escalas, insólitas hasta entonces, como la hexatonal.
Esta ópera rara vez se representa en la actualidad; en las estadísticas de Operabase aparece con sólo 7 representaciones en el período 2005-2010.

## Personajes
| Personaje                                                    | Tesitura | Reparto el 22 de noviembre de 1898 Director: Pietro Mascagni |
| ------------------------------------------------------------ | -------- | ------------------------------------------------------------ |
| Iris (muchacha japonesa)                                     | soprano  | Hariclea Darclée                                             |
| El ciego (padre de Iris)                                     | bajo     | Giuseppe Tisci Rubini                                        |
| Osaka (joven rico y libertino)                               | tenor    | Fernando de Lucia                                            |
| Kyoto (proxeneta)                                            | barítono | Guglielmo Caruson                                            |
| Dhia (geisha)                                                | soprano  | Ernestina Tilde Milanesi                                     |
| Un mercader                                                  | tenor    | Eugenio Grossi                                               |
| Un mendigo                                                   | tenor    | Piero Schiavazzi                                             |
| geishas, comerciantes, samuráis, ciudaddanos, mendigos, etc. |          |                                                              |